# Communauté de communes du Pays de Lamastre
Die Communauté de communes du Pays de Lamastre ist ein französischer Gemeindeverband mit Rechtsform einer Communauté de communes im Département Ardèche, der den Ort Lamastre und die umliegenden Gemeinden umfasst.
Er besteht aus elf Gemeinden und zählt 6678 Einwohner (Stand 2022) auf einer Fläche von 221,3 km2. Präsident des 2008 gegründeten Gemeindeverbandes ist Jean-Paul Vallon.

## Aufgaben
Zu den vorgeschriebenen Kompetenzen gehören die Entwicklung und Förderung wirtschaftlicher Aktivitäten sowie die Raumplanung auf Basis eines Schéma de Cohérence Territoriale. Der Gemeindeverband bestimmt die Wohnungsbaupolitik. Er betreibt die Müllabfuhr und -entsorgung, die Straßenmeisterei und den Schulbusverkehr. Zusätzlich baut und unterhält der Verband Kultur- und Sporteinrichtungen. Er ist außerdem zuständig für den Ausbau der Telekommunikations- und Datenübertragungsnetze auf seinem Gebiet.

## Mitgliedsgemeinden
Folgende elf Gemeinden gehören der Communauté de communes du Pays de Lamastre an:
| Gemeinde                                   | Einwohner 1. Januar 2022 | Fläche km² | Dichte Einw./km² | Code INSEE | Postleitzahl |
| ------------------------------------------ | ------------------------ | ---------- | ---------------- | ---------- | ------------ |
| Désaignes                                  | 1.145                    | 50,72      | 23               | 07079      | 07570        |
| Empurany                                   | 573                      | 18,94      | 30               | 07085      | 07270        |
| Gilhoc-sur-Ormèze                          | 473                      | 20,74      | 23               | 07095      | 07270        |
| Labatie-d’Andaure                          | 220                      | 9,93       | 22               | 07114      | 07570        |
| Lafarre                                    | 45                       | 11,33      | 4                | 07124      | 07520        |
| Lamastre                                   | 2.336                    | 25,45      | 92               | 07129      | 07270        |
| Le Crestet                                 | 522                      | 9,91       | 53               | 07073      | 07270        |
| Nozières                                   | 240                      | 21,79      | 11               | 07166      | 07270        |
| Saint-Barthélemy-Grozon                    | 500                      | 19,40      | 26               | 07216      | 07270        |
| Saint-Basile                               | 351                      | 17,85      | 20               | 07218      | 07270        |
| Saint-Prix                                 | 273                      | 15,21      | 18               | 07290      | 07270        |
| Communauté de communes du Pays de Lamastre | 6.678                    | 221,27     | 30               | –          | –            |